# メルシャン軽井沢美術館
メルシャン軽井沢美術館（メルシャンかるいざわびじゅつかん、フランス語：Musée d'art Mercian KARUIZAWA）は、かつて長野県北佐久郡御代田町にあった美術館。日本の酒類メーカー・メルシャンが1995年（平成7年）に開館した私立美術館であったが、2011年（平成23年）に閉館した。

## 歴史
1995年、文化・教育の振興と発展に寄与することを目的として、メルシャンの軽井沢蒸留所に併設される形で開館した。
建物は既存のウイスキー蒸留所の樽貯蔵庫群を改修したもので、設計者はフランスの建築家であるジャン・ミシェル・ヴィルモット。ギャラリーにはヨーロッパ（主にフランス）の近現代美術作品を展示していた。施設全体のコンセプトは「1つの村」（ヴィラージュ）。シラカンバやカラマツが生い茂る敷地内には、美術館以外にもウイスキー蒸留所（「メルシャンプラザ」として内部の見学や酒類の試飲も可能）やミュージアムショップ、レストラン、カフェが点在していた。
メルシャンを吸収・合併したキリンホールディングスによるグループ内事業再編により、軽井沢蒸溜所が閉鎖され、付属施設であった当美術館も2011年11月6日をもって閉館した。開館以来、29回の展覧会を開催し、累計来場者数は90万人超であった。
その後、御代田町土地開発公社は、2013年3月27日付けでメルシャン株式会社から美術館を含む土地を買収。取得した土地のうち、美術館が利用していた土地と建物については、広告写真分野の大手企業アマナに有償で貸与されることが2017年1月12日に発表された。なお、蒸溜所部分には2018年5月、御代田町が町役場庁舎を移転した。

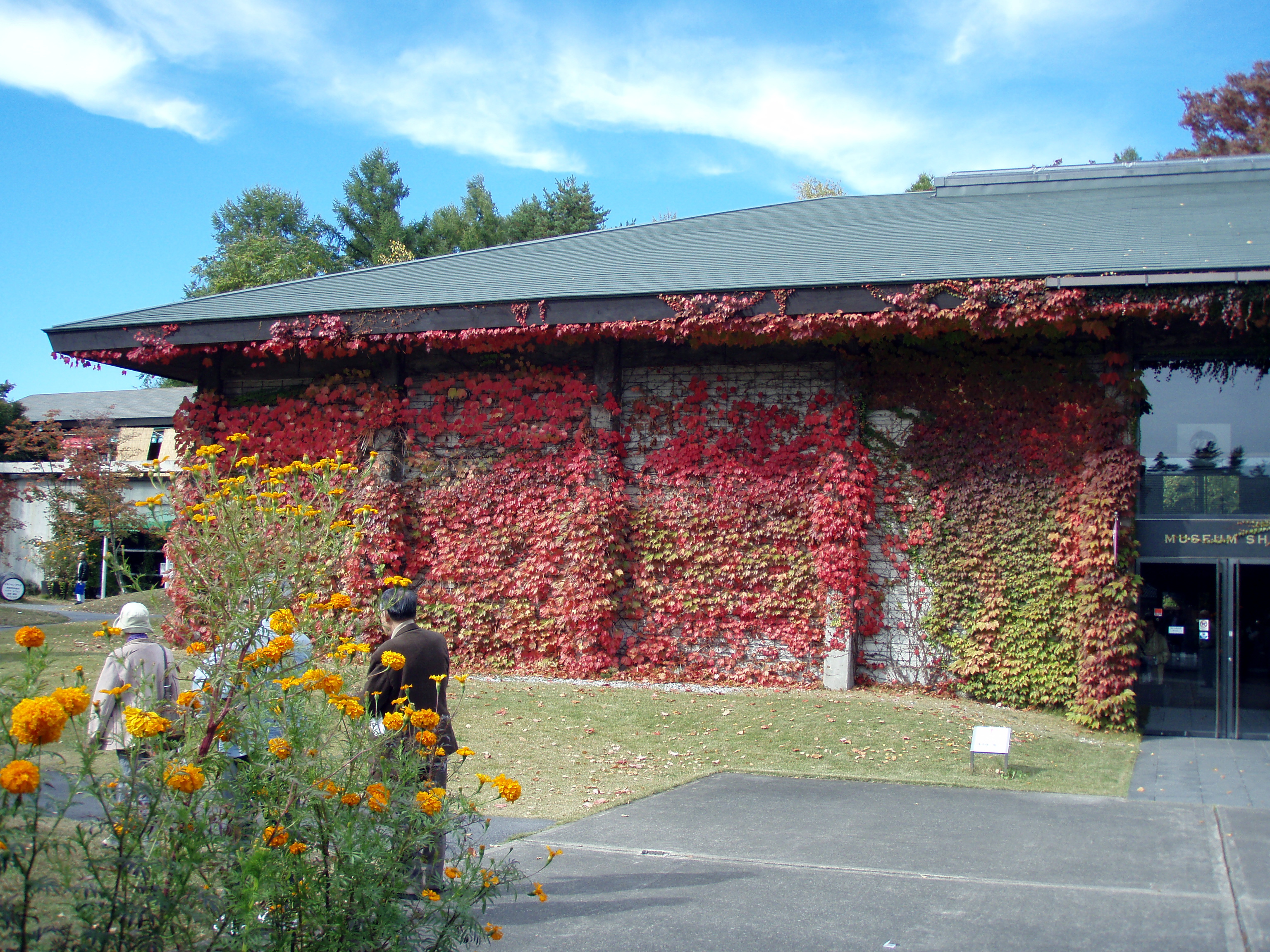
ミュージアムショップとして利用されていた建物
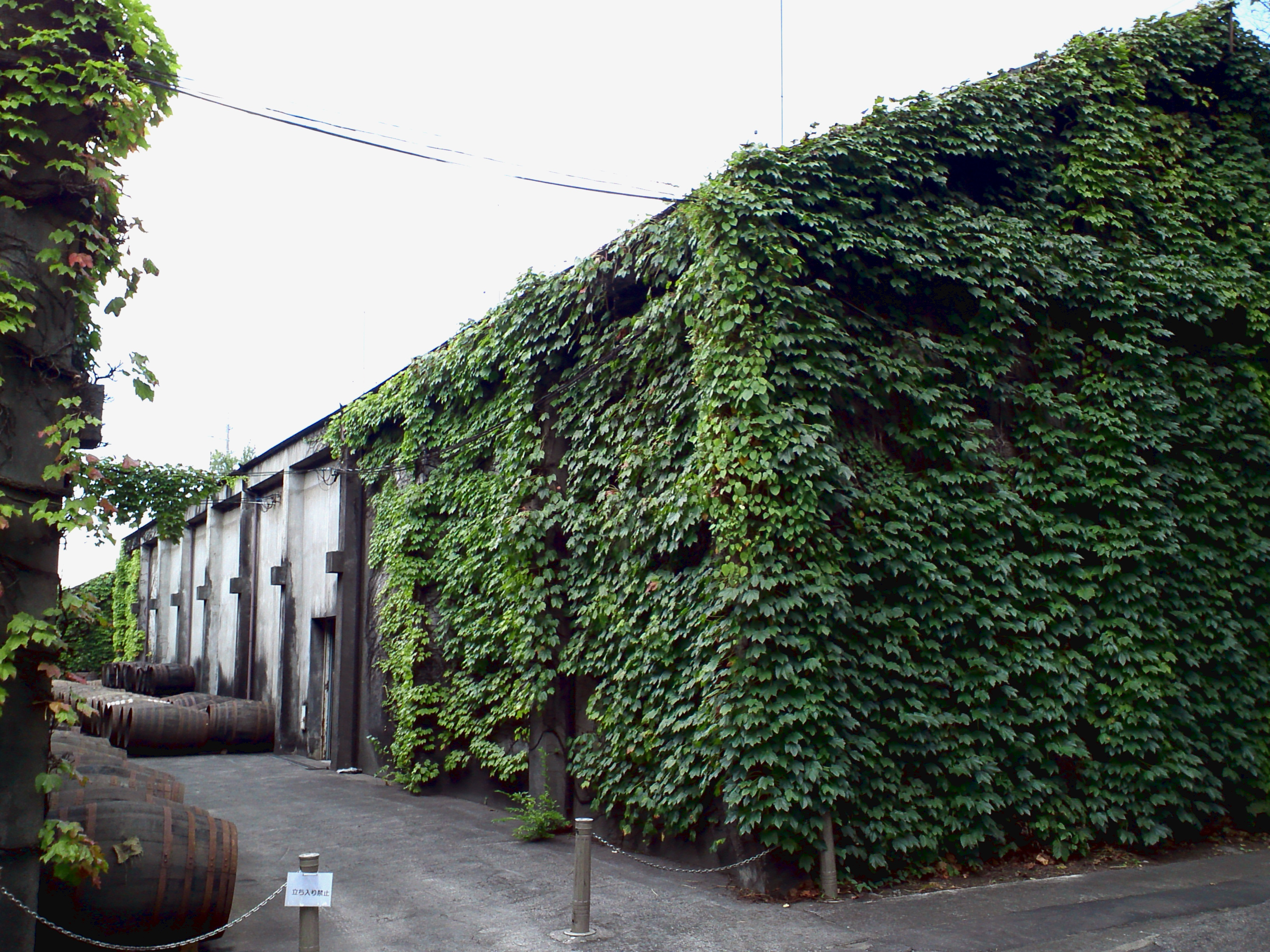
ウイスキー蒸留施設
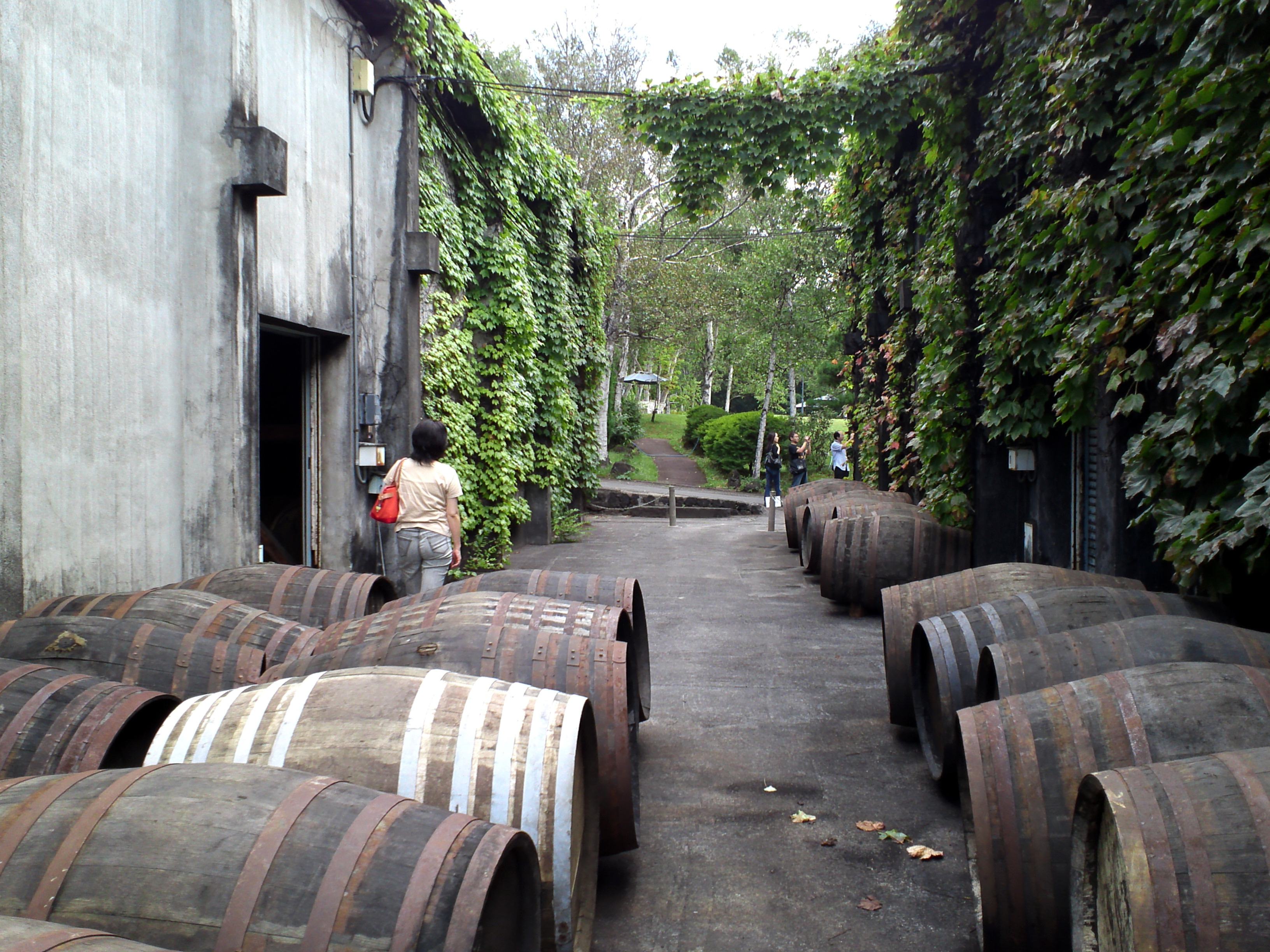
横倒しのウイスキー樽